# Maria Cantwell

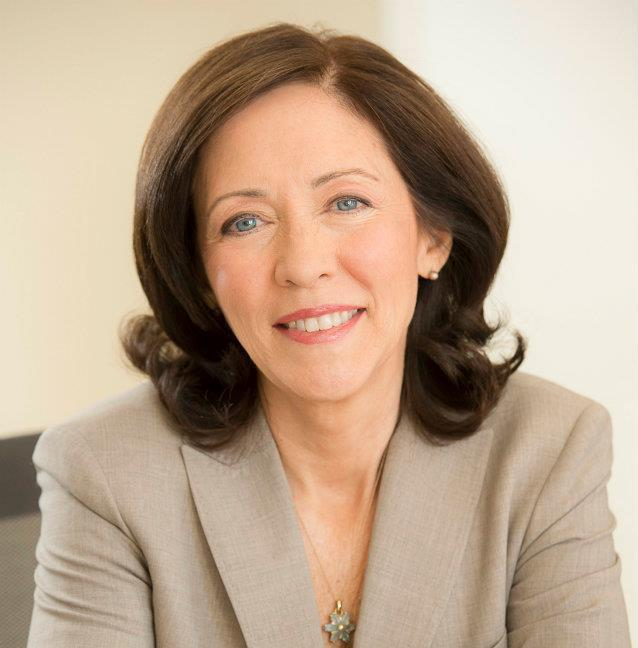
Maria Cantwell (2018)

Maria Ellen Cantwell (* 13. Oktober 1958 in Indianapolis, Indiana) ist eine US-amerikanische Politikerin der Demokratischen Partei und seit Januar 2001 US-Senatorin für den Bundesstaat Washington.

## Leben
Sie wuchs in einem irischen Vorort in Indianapolis auf. Nachdem sie die High School in Indianapolis beendet hatte, besuchte sie die Miami University in Oxford, Ohio. Nach ihrem Bachelor of Arts in Public Administration zog sie nach Seattle, Washington, um als Kampagnenleiterin für Alan Cranston zu arbeiten, der sich um die Präsidentschaftskandidatur der Demokraten bewarb.
1986 wurde sie in das Repräsentantenhaus von Washington gewählt, dem sie bis zum Beginn des Jahres 1993 angehörte. 1992 wurde sie als demokratische Abgeordnete für den ersten Wahlbezirk von Washington in das US-Repräsentantenhaus gewählt, dem sie vom 3. Januar 1993 bis zum 3. Januar 1995 angehörte. Die Wiederwahl misslang, von 1995 bis 2000 war sie Vizepräsidentin der Firma Real Networks für Marketing.
2000 gewann sie die Wahl zur Senatorin Washingtons gegen den republikanischen Amtsinhaber Slade Gorton. 2006, 2012, 2018 und 2024 gelang ihr jeweils die Wiederwahl, ihre aktuelle Amtszeit läuft dadurch noch bis 2030. Im Senat ist sie unter anderem Mitglied des Handels, Wissenschafts- und Verkehrsausschusses. Außerdem führte sie zeitweise den Vorsitz im Mittelstandsausschuss.